# Kristofer Persson
Kristofer Persson, född 14 januari 1984 i Umeå, är en svensk före detta professionell ishockeyspelare (forward). Hans moderklubb är IF Björklöven.

## Extern länk
- Presentation och statistik för Kristofer Persson som spelare  på Elite Prospects.